# Симонженкова, Матрёна Кузьминична

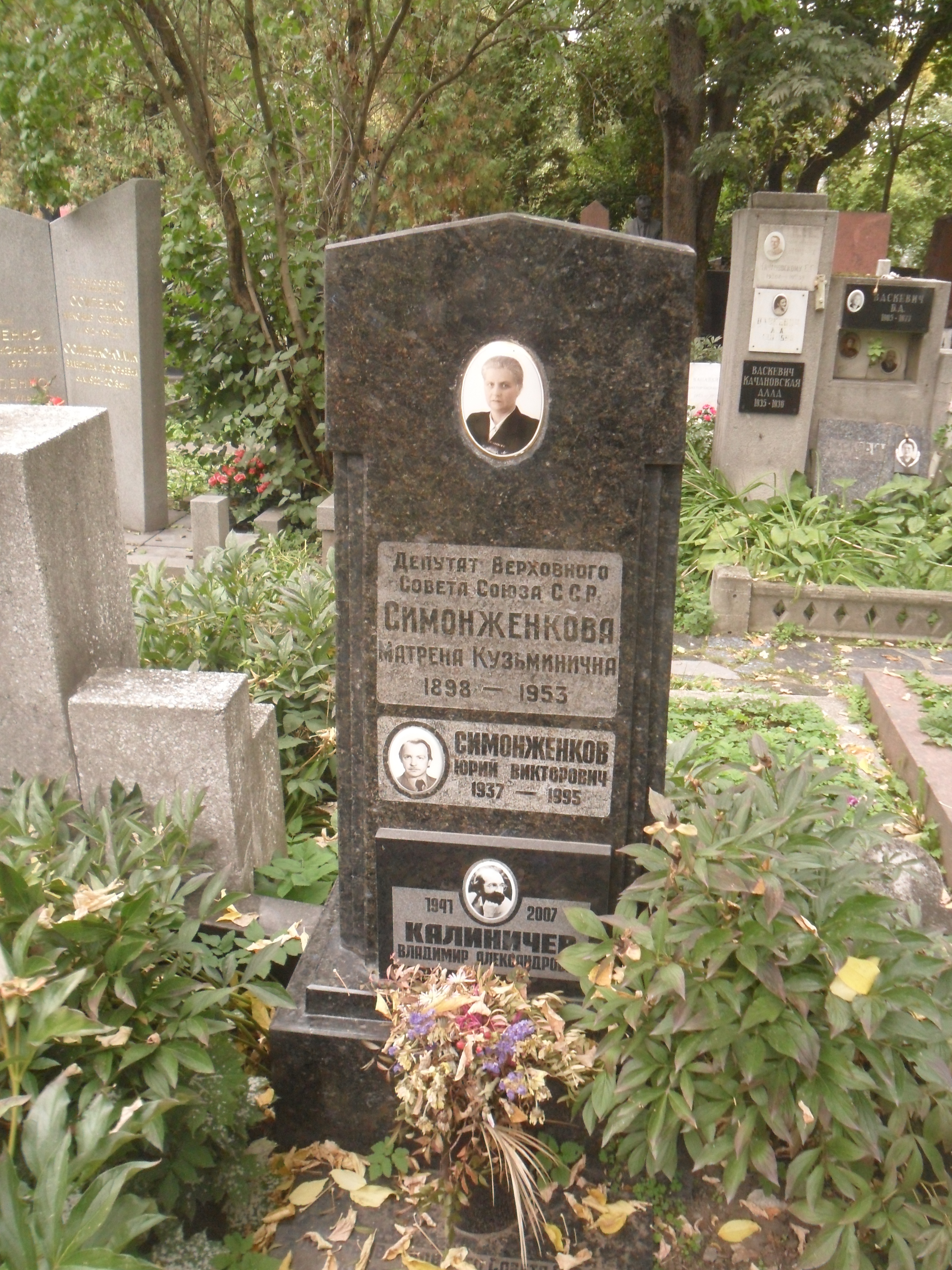
Могила Симонженковой на Новодевичьем кладбище Москвы.

Матрёна Кузьминична Симонженкова (1898 — 1953, Москва) — ткачиха, активная участница Стахановского движения, депутат Верховного Совета СССР трёх созывов.

## Биография
Матрёна Симонженкова родилась в 1898 году в деревне Башмаки Воскресенской волости Ковровского уезда Владимирской губернии. Девичья фамилия Солодова. С юных лет Мотя пошла работать на ткацкую фабрику Шорыгиных в сельце Михнево Бронницкого уезда. В 1914 году вышла замуж за крестьянина села Алёшино Бронницкого уезда Ефима Андрияновича Симонженкова, который работал слесарем. Вскоре появилась на свет дочь Наталья. В 1921 году у них родился сын Николай. В ноябре 1932-го супруги оформили развод.
В советское время Матрёна Кузмьинична работала ткачихой на Фабрике имени Октябрьской Революции (бывшая Шорыгиных) в Раменском районе Московской области. Активно участвовала в Стахановском движении, была награждена орденом Ленина (07.04.1939). Входила в состав ЦИК по выборам в Верховный совет СССР.
Избиралась депутатом Верховного Совета СССР 1-го, 2-го и 3-го созывов. В первые послевоенные годы работала председателем профсоюза работников текстильной промышленности Московской области. 
Умерла в 1953 году, похоронена на Новодевичьем кладбище Москвы.
Сын Матрёны Кузьминичны Николай Ефимович Симонженков призван в ряды Красной армии Раменским РВК, красноармеец-курсант 56-го гвардейского стрелкового полка. Ранен на фронте 12 сентября 43-го. Умер 13.11.1943 года в госпитале в Рыбинске, похоронен там же на Всесвятском кладбище.